# Еке-Церен
Еке-Церен, Йэхе-Цэрэн, Экэ-Чэрэн (монг. Их цэрэн) — монгольский нойон из рода Борджигин, живший во второй половине XII — начале XIII века.
Отцом Еке-Церена был Хулан-багатур, пятый сын всемонгольского хана Хабула. Один из многочисленных племянников Еке-Цэрэна, Тэмуджин, впоследствии стал известным как Чингисхан, основатель и первый правитель Монгольской империи.
В «Сокровенном сказании монголов» имя Еке-Церена встречается дважды: в родословии Чингисхана и при описании монгольско-кереитского конфликта 1203 года. Доподлинно неизвестно, когда и при каких обстоятельствах борджигинский нойон попал к кереитам, однако к тому времени, по сведениям Рашид ад-Дина, Еке-Церен уже был одним из «старших эмиров» кереитского хана Тоорила.
Желая покончить с опасным соперником, Тоорил созвал военный совет, на котором обсудил возможный план нападения на Чингисхана. Хотя принятое решение было приказано хранить в строжайшей тайне, по возвращении домой Еке-Церен проболтался о нём близким — жене Алахчит и сыну Нарин-кееню. Разговор хозяев подслушали табунщики Бадай и Кишлих и поспешили рассказать об услышанном Чингису; предупреждённый хан приказал немедленно сняться с лагеря и откочевать в безопасное место (впоследствии за этот поступок обоим табунщикам была дарована свобода). Дальнейшая судьба Еке-Церена и его родных остаётся неясной.  
Примечательно, что в «Сказании» упоминается ещё один человек по имени Еке-Церен — татарский вождь, отец двух жён Чингисхана Есуй и Есугэн. После разгрома татар этот человек хитростью выведал у одного из братьев Чингиса, что хан планирует сделать с пленными, и те оказали монголам ожесточённое сопротивление. Однако большинство исследователей сходятся во мнении, что к сыну Хулан-багатура данный персонаж отношения не имеет. 

## Образ
- «Тэмуджин» — серия романов российского писателя А. С. Гатапова.